# Rugaleyrodes angolensis
Rugaleyrodes angolensis là một loài côn trùng cánh nửa trong họ Aleyrodidae, phân họ Aleyrodinae.
Rugaleyrodes angolensis được Cohic miêu tả khoa học đầu tiên năm 1966.